# Najpiękniejsze kolędy (album Violetty Villas 2009)
Najpiękniejsze kolędy − świąteczny album polskiej wokalistki Violetty Villas, będący reedycją płyty Gdy się Chrystus rodzi z nową szatą graficzną. Premiera w sprzedaży wysyłkowej odbyła się w październiku 2009 roku, natomiast na półkach sklepowych płyta pojawiła się w listopadzie 2009 roku.

## Lista utworów
| #  | Tytuł                         | Autorzy                     | Długość |
| -- | ----------------------------- | --------------------------- | ------- |
| 1. | „Cicha noc”                   | F. X. Gruber - P. Maszyński | 5:32    |
| 2. | „Dzisiaj w Betlejem”          | autorzy nieznani            | 4:51    |
| 3. | „Gdy się Chrystus rodzi”      | autory nieznani             | 5:00    |
| 4. | „Pójdźmy wszyscy do stajenki” | autorzy nieznani            | 1:56    |
| 5. | „Lulajże, Jezuniu”            | autorzy nieznani            | 8:18    |
| 6. | „Wśród nocnej ciszy”          | autorzy nieznani            | 4:02    |
| 7. | „Przybieżeli do Betlejem”     | autorzy nieznani            | 2:28    |
| 8. | „Jezus malusieńki”            | autorzy nieznani            | 4:16    |
| 9. | „Bóg się rodzi”               | K. Kurpiński - F. Karpiński | 4:13    |